# Uppiliapuram
Uppiliapuram (o Uppiliyapuram, Uppliapuram) è una suddivisione dell'India, classificata come town panchayat, di 6.697 abitanti, situata nel distretto di Tiruchirappalli, nello stato federato del Tamil Nadu. In base al numero di abitanti la città rientra nella classe V (da 5.000 a 9.999 persone).

## Geografia fisica
La città è situata a 11° 16' 0 N e 78° 31' 0 E e ha un'altitudine di 193 m s.l.m..

## Società

### Evoluzione demografica
Al censimento del 2001 la popolazione di Uppiliapuram assommava a 6.697 persone, delle quali 3.360 maschi e 3.337 femmine. I bambini di età inferiore o uguale ai sei anni assommavano a 674, dei quali 340 maschi e 334 femmine. Infine, coloro che erano in grado di saper almeno leggere e scrivere erano 4.325, dei quali 2.478 maschi e 1.847 femmine.